# خلنج شرقي
خلنج شرقي (الاسم العلمي:Erica orientalis) هو نوع من النباتات يتبع جنس الخلنج من الفصيلة الخلنجية.